# Распад Австро-Венгрии
Распа́д А́встро-Ве́нгрии — крупное геополитическое событие, произошедшее в результате нарастания внутренних социальных противоречий и обособления разных частей Австро-Венгрии. Поводом к распаду государства послужили Первая мировая война, неурожай 1918 года и экономический кризис.

Карта распада Австро-Венгрии в 1919—1920 годах

17 октября 1918 года парламент Венгрии расторг унию с Австрией и провозгласил независимость страны, 28 октября образовалась Чехословакия, вслед за ней, 29 октября, возникло Государство словенцев, хорватов и сербов. 3 ноября независимость провозгласила Западно-Украинская народная республика, 6 ноября в Кракове было объявлено о воссоздании Польши. Также в ходе распада империи возникли Тарнобжегская республика, Гуцульская республика, Русская Народная Республика Лемков, Республика Команча, Республика Прекмурье, Венгерская Советская Республика, Словацкая Советская Республика, Республика Банат и Республика Фиуме.
Остальные территории, населённые разделёнными народами, попали в состав уже существующих или новообразованных государств. Юридически распад империи был оформлен в Сен-Жерменском договоре с Австрией, который также выступал в качестве мирного договора после Первой мировой войны, и в Трианонском договоре с Венгрией.

## Причины

Этнографическая карта Австро-Венгрии

Империя Габсбургов, занимавшая обширную территорию в Европе и включавшая в себя около 20 народов, к началу XX века сильно ослабла изнутри из-за полувековых национальных споров и конфликтов практически во всех своих регионах. В Галиции происходило противостояние поляков и украинцев, в Трансильвании — румын и венгров, в Силезии — чехов и немцев, в Закарпатье — венгров и русин. Боснийцы, сербы и хорваты сражались за независимость на Балканах и т. д.
С развитием капитализма и ростом количества предприятий формировался средний рабочий класс, который занялся отстаиванием интересов того народа, к которому он принадлежал. Таким образом, с каждым годом на окраинах империи росла опасность сепаратизма. В 1848—1849 годах порабощёнными народами уже предпринималась попытка обрести независимость, во многих регионах империи развернулись военные действия. Даже Венгрия предприняла попытку отделиться от Габсбургской монархии, однако при помощи России восстание венгров было подавлено и Венгрия вновь была включена в состав империи.

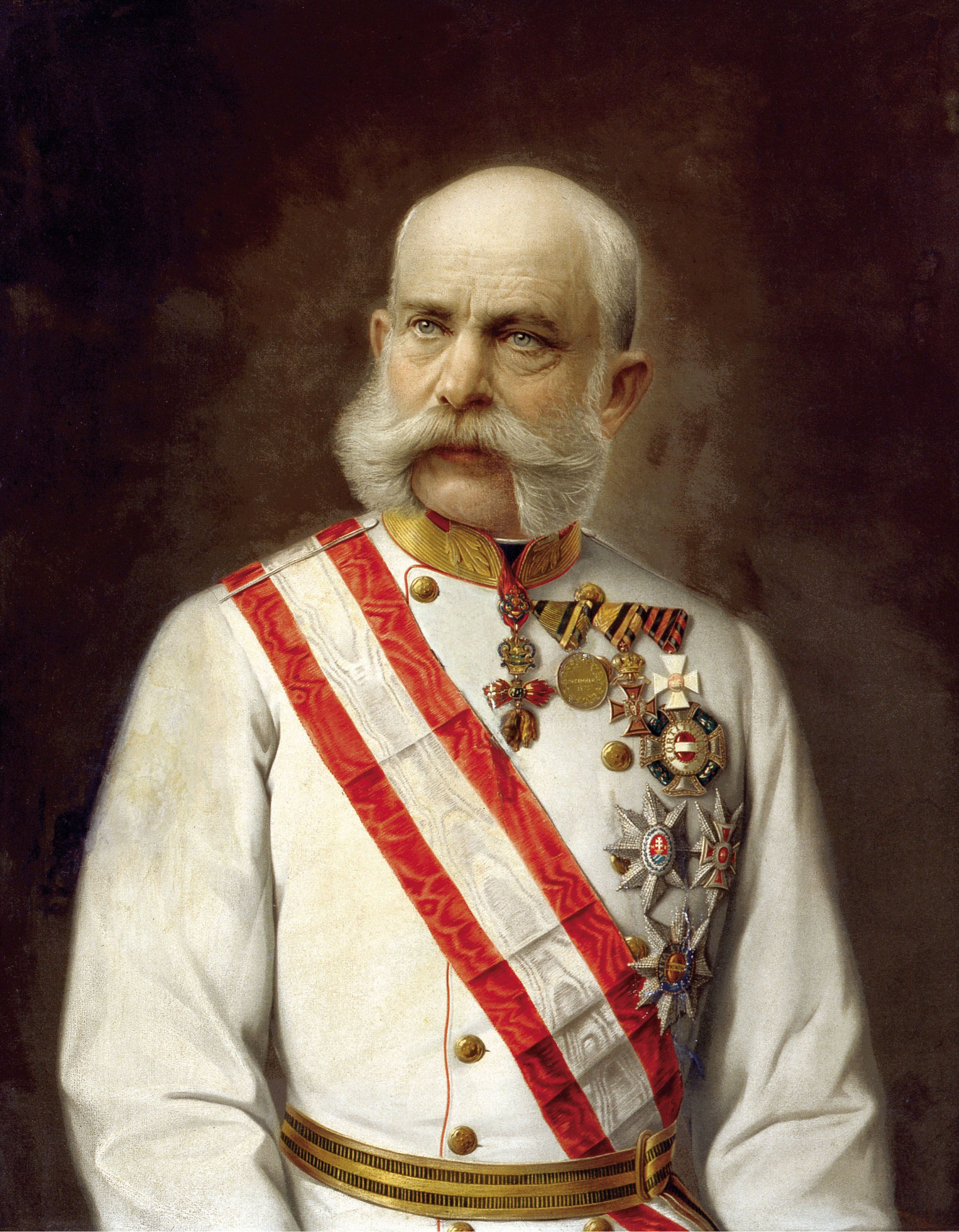
Франц Иосиф I в конце правления

После провала революции положение в стране только ухудшилось, хотя теперь противостояние народов перешло в политические дебаты и пропаганду национальных идей. Лишь иногда происходили вооружённые столкновения, которые подавлялись имперскими войсками. В 1867 году, с принятием новой общеимперской конституции и подписанием Австро-венгерского соглашения, империя ослабла ещё сильнее, так как делилась на две части: Австрию и Венгрию. Обе теперь получили право иметь собственные армии, сеймы, представительские учреждения и т. д., а собственный бюджет в каждой части империи существовал уже до принятия новой конституции. Собственный сейм получила Босния и Герцеговина (ей также принадлежала часть бюджета).
Долгое время империей правил Франц-Иосиф I, который собрал вокруг себя сторонников-интернационалистов, что не позволяло Австро-Венгрии распасться на ряд унитарных и национально однородных государств. Однако и в правящей элите наметились разногласия, со временем переросшие в недоверие и открытое противостояние между чиновниками разных национальностей, даже эрцгерцог Франц Фердинанд заразился ненавистью к венграм как к национальности, всячески ущемляя их права и помогая народам, которые испокон веков жили рядом с ними. Нетерпимость Франца Фердинанда к венгерской половине империи вылилась во фразу «Они мне антипатичны, хотя бы просто из-за языка», которую он произнёс после очередной безуспешной попытки выучить венгерский язык.
В таких условиях мощный бюрократический аппарат, в три раза превышающий численность австро-венгерской армии, начал «национализацию» местной власти по национальному и религиозному признаку, которая не проходила без кровопролития. Теперь идеи сепаратизма проникли во все слои общества, лишь крупная буржуазия поддерживала императора и желала сохранения целостности империи, надеясь на Франца-Иосифа как на спасителя Австро-Венгрии. Сам Франц-Иосиф прекрасно понимал, что распада ему в одиночку не сдержать, поэтому сетовал на свою безвыходность. «Моё несчастье, что я не могу найти государственного деятеля» — говорил он. Франц Фердинанд, несмотря на свою неприязнь к венграм, предпринимал попытки превратить империю в федерацию, которые, однако, завершались безуспешно вмешательством императора, боявшегося утратить всю полноту власти.

## Ход событий

### Общий кризис в тылу и на фронте
В январе-феврале 1918 года по стране прокатилась волна забастовок. Основные требования: перемирие с Россией на любых условиях, проведение демократических реформ, улучшение снабжения пищей.
Всеобщие забастовки начала года, нехватка провизии и распространение революционных идей негативно сказались на австро-венгерской армии и в конце-концов окончательно деморализовали её. Первым вооружённым восстанием в военно-морском флоте Австро-Венгрии было Которское. Оно началось 1 февраля 1918 года в Которском заливе на Адриатике с бунта на крейсере «Санкт-Георг», позже к восставшим присоединились экипажи ещё 42 судов и рабочие порта. Восстали в основном матросы, принадлежавшие к национальным меньшинствам империи — словенцы, сербы, хорваты, венгры. Руководили ими Ф. Раш, М. Брничевич, А. Грабар и Е. Шишгорич. На судах создавались ревкомы. Восставшие требовали немедленного заключения мира с Россией на её условиях — то есть самоопределение народов Австро-Венгрии. 3 февраля из военно-морской базы в Пуле к бухте подошли несколько подлодок, по суше к порту была переброшена пехота. В тот же день восстание было подавлено, около 800 человек арестовали, всех руководителей расстреляли.

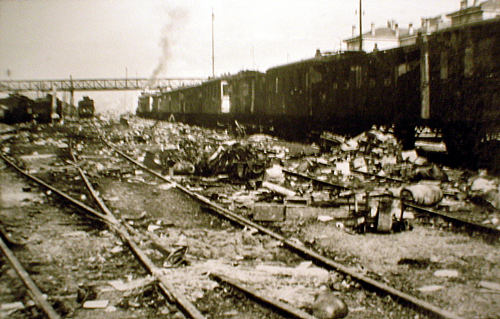
Возвращение австро-венгерских войск с фронта

На востоке ситуация сложилась ещё хуже. Несмотря на заявления австро-венгерских политиков о бесперспективности похода на Украину, австрийская армия продолжила наступление. В феврале с Украинской Народной Республикой (УНР) был подписан сепаратный мирный договор и ещё несколько хозяйственно-экономических договоров, а 29 апреля Центральная Рада УНР была замещена правительством Скоропадского. Тем временем в Галиции на волне сближения империи с УНР активизировались местные украинцы, которые 16 июля провели общенациональный съезд во Львове.
1 мая по всей Австро-Венгрии прокатилась волна массовых демонстраций. 5 мая немцы поймали 18 австрийских солдат, пропагандировавших революцию, и расстреляли. В том же месяце в глубоком тылу империи, в городе Румбурк, восстал местный гарнизон. Восстание было подавлено. 17 июня в Вене прошёл голодный бунт, а 18 июня — всеобщая забастовка из-за голода.
В последние месяцы существования империи из австро-венгерской армии бежало около 150 000 человек (для сравнения: число дезертиров с начала войны до августа 1918 года составляло 100 000 человек, а с августа по октябрь оно возросло в два с половиной раза и достигло 250 000 человек). 20 августа в Могилёве-Подольском произошло очередное восстание солдат. На этот раз причиной послужил приказ об отправке на Итальянский фронт, где в последнее время шли ожесточённые бои. В тот же день после 12-часового сражения восстание было подавлено, а выжившие повстанцы бежали к партизанам. В сентябре произошло восстание австро-венгерских войск в Одессе. Причина — приказ об отправке на Балканский фронт. Вскоре вновь начались общенациональные стачки и забастовки в разных регионах империи, руководимые местными национальными комитетами. Это и послужило поводом к распаду Австро-Венгрии.

### Австрия
Австрия являлась титульным государством в империи Габсбургов, вокруг неё объединялись остальные части страны. В Вене заседало правительство Австро-Венгрии и все органы управления страной. Собственно сама Австрия не отпадала от империи и не провозглашала независимости, хотя и в ней происходили конфликты между итальянцами и австрийцами, а также между словенцами и австрийцами. Оба конфликта в итоге были решены мирным путём.
3 ноября 1918 года Австро-Венгрия подписала перемирие с Антантой. Империя в тот момент была децентрализована и фактически распалась, в Галиции уже два дня шла война, а Чехословакия провозгласила независимость. 6 ноября Польша провозгласила свою независимость.

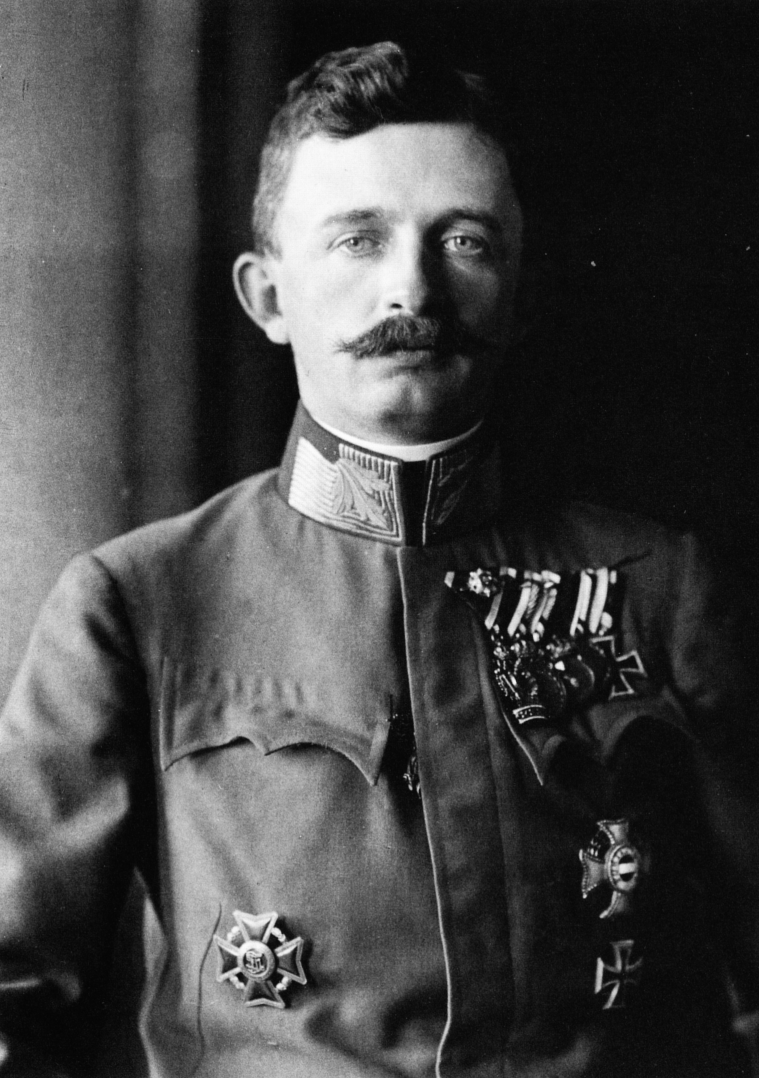
Император Карл I

12 ноября Карл I снял с себя полномочия императора Австрии и Богемии, хотя официально не отрёкся от престола. В Австрии была провозглашена республика в составе Германии. Позже, победившая в войне Антанта запретила подобный союз, было создано Учредительное Собрание. Выборы в него состоялись 18 февраля 1919 года. На них победила Социал-демократическая партия Австрии, набравшая 1 200 000 голосов избирателей, или 41,6 % от общего числа участвовавших в выборах. Рейхсканцлером был избран Карл Реннер. 3 апреля Учредительное Собрание приняло решение об изгнании Габсбургов из Австрии.
В первые месяцы существования республики в государстве происходили голодные бунты, крестьянские восстания, забастовки рабочих. Это было вызвано всеобщим кризисом во всех регионах бывшей Австро-Венгрии и нехваткой продовольствия из-за мировой войны. В 1919 году, с провозглашением Венгерской Советской Республики, в Австрии начались выступления коммунистов. Во время одного из таких митингов 15 июня была предпринята попытка штурма тюрьмы в Вене. Полиция пресекла действия демонстрантов, применив оружие. В итоге погибло 17 человек из числа митингующих, ещё около ста получили ранения разной тяжести.
К 1920 году положение в Австрии стабилизировалось, была принята конституция, проведены реформы. В 1932 году был установлен авторитарный режим. Австрия просуществовала до 1938 года, когда была присоединена к нацистской Германии.

### Венгрия, Трансильвания и Буковина

Улицы Будапешта 31 октября 1918 года

В результате Соглашения 1867 года Венгрия и Австрия существовали в империи Габсбургов как два отдельных государства, скреплённых личной унией. С началом распада государства 17 октября 1918 года парламент Венгрии разорвал унию с Австрией и провозгласил независимость страны. Несмотря на это, Венгрия продолжала де-факто оставаться в составе Австро-Венгрии. 30 октября в Будапеште вспыхнуло народное восстание, направленное против Габсбургской монархии. В тот же день Национальное собрание Словакии приняло «Мартинскую декларацию», по которой Словакия отделялась от Венгрии и входила в состав недавно образованной Чехословакии.

Венгрия в составе Австро-Венгрии (выделена салатовым)

К власти в Венгрии пришло коалиционное правительство Михая Каройи. В Трансильвании в этот же день прошла всеобщая забастовка. Уличные беспорядки в Будапеште продлились до 2 ноября. 3 ноября в Буковине образовалась Коммунистическая партия Буковины, требовавшая соединения региона с УССР. Тем временем, 5 ноября в Будапеште Карл I был низложен с венгерского престола, хотя сам он сложил с себя полномочия венгерского короля 13 ноября, не отрёкшись, однако, от престола. Правительство страны возглавил Михай Каройи. Он правил страной несколько месяцев, однако не смог провести жизненно важных для страны реформ и установить дружественных отношений с Антантой.
Положение Венгрии ухудшилось и из-за вступления румынских войск в Трансильванию и её аннексии Румынией. В стране активизировали свою деятельность социал-демократы и коммунисты. 20 февраля 1919 года в Будапеште произошёл погром газеты социал-демократов «Вёрёш Уйшаг» коммунистами. Погибло 7 человек, включая полицейских, вмешавшихся в столкновения. Это послужило поводом для череды массовых арестов членов Коммунистической партии Венгрии. Несмотря на это, симпатии населения к коммунистам росли, и 1 марта под давлением общественности венгерское правительство вынуждено было легализовать компартию. 11 марта в Сегеде произошла антиправительственная демонстрация рабочих и военных. 18 марта во время демонстрации на Чепельском заводе прозвучали призывы к установлению в стране Советской власти. 19 марта представитель Антанты в Будапеште вручил главе правительства Михаю Каройи карту Венгрии с новыми границами страны и попросил разрешения ввести в Венгрию войска Антанты для «предотвращения массовых беспорядков».

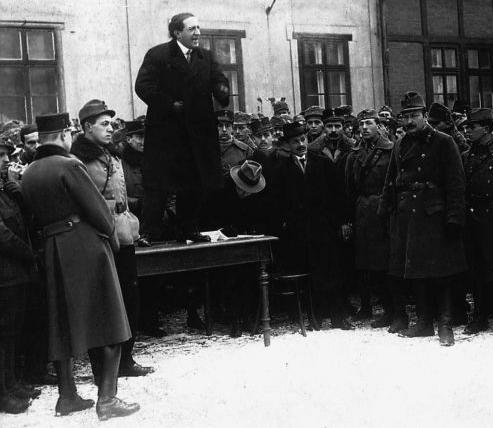
Йожеф Погань выступает на митинге зимой 1919 года

20 марта 1919 года ситуация в стране усугубилась. Коммунисты начали захватывать в Будапеште все правительственные организации. Правительство Каройи ушло в отставку. 21 марта было сформировано новое коммунистическое правительство во главе с Белой Куном и провозглашена Венгерская Советская республика. 22 марта правительство РСФСР первым признало новое государство и послало в Будапешт приветственную радиограмму. 22 марта в Закарпатье была провозглашена Советская власть, хотя на него претендовала ЗУНР. 25 марта была образована Венгерская Красная Армия (ВКА), а 26 марта вышли первые декреты коммунистического правительства о национализации предприятий. 29 марта на спорной венгерско-чехословацкой границе произошло несколько крупных вооружённых столкновений между войсками обеих стран. 16 апреля румынские войска пересекли румыно-венгерскую демаркационную линию в Трансильвании и начали наступление на города Сольнок, Токай, Дебрецен, Орадя, Кечкемет, Мукачево, Хуст. Тем временем, на границе с новообразованным Королевством сербов, хорватов и словенцев начались манёвры сербских войск, а чехословацкая армия начала наступление на северном фронте.

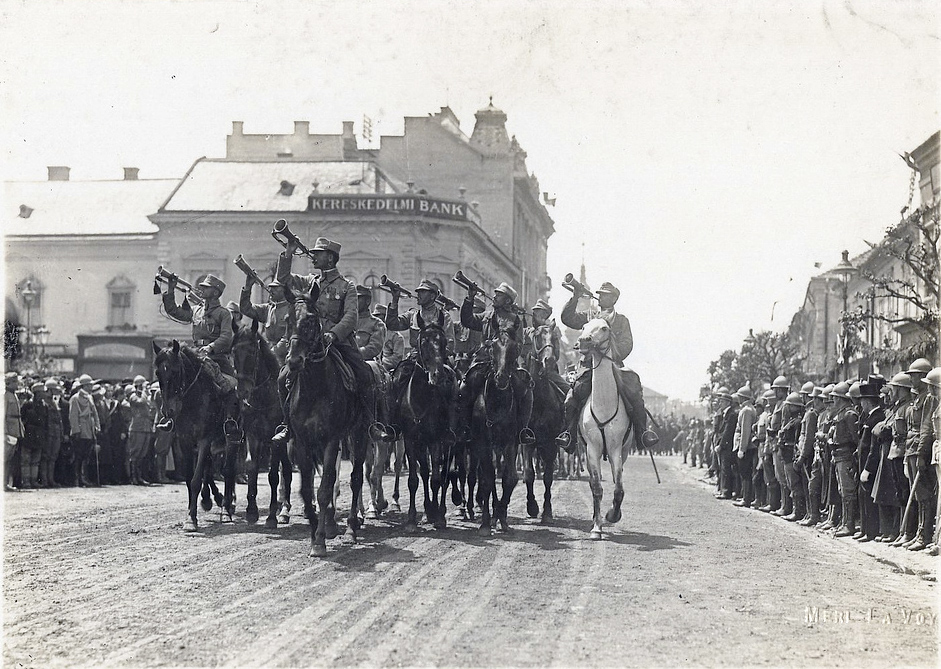
Марш румынских войск по Трансильвании в 1919 году

К 1 мая 1919 года Чехословакия полностью оккупировала Закарпатье и часть Словакии, а ВКА удалось остановить румынские войска на реке Тисе. Начался массовый призыв в ВКА. 30 мая наступление румынских и чехословацких войск было остановлено и началось контрнаступление ВКА на северном фронте, получившее название «Северный поход». В результате венграм удалось вторгнуться в Словакию и провозгласить Словацкую Советскую Республику. Закарпатье фактически продолжало контролироваться чехословацкой армией.
Уже в июле части ВКА начали эвакуацию из Словакии. 20 июля началось венгерское наступление на румынском фронте. Его план из-за предательства в рядах ВКА попал в руки к румынам и наступление 30 июля было сорвано. Румыны перешли в наступление по всей линии фронта. 1 августа коммунисты вышли из коалиционного правительства. Новое правительство распустило ВКА и отменило конституцию Венгерской Советской республики, таким образом, коммунистический режим пал. 4 августа румынская армия вошла в Будапешт. 6 августа румыны назначили правителем Венгрии принца Йожефа Габсбурга. Он был смещён с этой должности 23 августа по требованию Антанты. После падения Венгерской Советской республики Иштван Бетлен и Миклош Хорти взяли контроль над западной Венгрией. 11 ноября их войска вошли в Будапешт, после того как Румыны покинули город под давлением Антанты. Хорти стал диктатором Венгрии (с официальным титулом регента, так как Венгрия формально оставалась монархией) и правил страной до 1944 года.

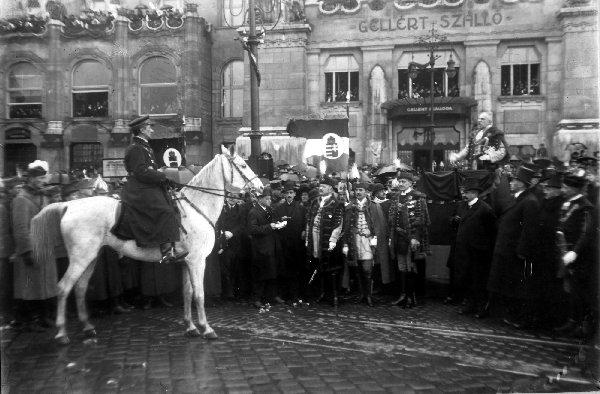
Вступление Хорти в Будапешт в 1919 году

4 июня 1920 года между Венгрией и странами-победительницами был подписан Трианонский договор, установивший современные границы Венгрии. К Румынии отошла Трансильвания и часть Баната, к Австрии — Бургенланд, к Чехословакии — Закарпатье и Словакия, к Югославии — Хорватия и Бачка. Румыния также заняла Буковину, хотя та не входила в состав Венгрии. Ко времени подписания договора ни одна из этих территорий Венгрией не контролировалась. В связи с подписанием договора и огромными территориальными потерями в Венгрии установился реваншизм; дошло до того, что в стране был объявлен траур — вплоть до 1938 года все флаги в Венгрии были приспущены, а в учебных заведениях каждый учебный день начинался с молитвы о восстановлении Родины в прежних границах.

### Чехословакия и Закарпатье
За образование независимых Чехии и Словакии выступали интеллигенция и студенты. Сформировались две ветви освободительного движения. Первая во главе с Масариком, Бенешем и Штефаником уехала за границу и создала Чехословацкий национальный комитет, а другая осталась в стране, где вела пропаганду. Первая ветвь поддерживалась Антантой, с её помощью в странах Европы и самой Австро-Венгрии велась чехословацкая пропаганда. 6 января 1918 года Генеральным сеймом чешских имперских и земских депутатов была принята декларация с требованиями предоставить автономию чехам и словакам.

Улицы Праги 28 октября 1918 года

12 октября в Праге для проведения стачек и забастовок был создан «Комитет действия». 14 октября в городах Млада-Болеслав, Брандис над Лабем, Писек, Брно, Острава и Кралупи были проведены демонстрации. Тогда же впервые публично прозвучал призыв к отделению чешских и словацких земель от Австро-Венгрии. В Чехии имперские войска в первый же день подавили демонстрацию, а в Моравии протесты были подавлены только 16 октября. 18 октября в Вашингтоне (США) была опубликована декларация независимости Чехословакии. 24 октября Антанта, предоставившая политическое убежище Масарику и его сторонникам, официально признала правительством Чехословакии Чехословацкий национальный комитет. Во многом благодаря ей удалось создать Чехословакию.
28 октября Австро-Венгерское правительство направило Антанте ноту, в которой сообщалось о возможности капитуляции империи. Нота была немедленно обнародована имперским правительством по всей стране, в том числе и в Праге. Люди восприняли написанное как окончательное завершение боевых действий, хотя сражения ещё шли, и вышли на улицы Праги, устроив торжества. Чешский национальный комитет воспользовался случившимся и бескровно перенял власть в городе. В первую очередь под контроль были взяты все склады с провизией, затем прошли успешные переговоры с командующим местным австро-венгерским гарнизоном Дзанантони, чтобы он не предпринимал силовых действий.
Узнав о переходе власти в городе к национальному комитету, люди вышли на улицы, начали срывать отовсюду австрийскую и габсбургскую символику, заменяя чехословацкой, и сбивать австрийские кокарды с австро-венгерских солдат. Это раздражало их и едва не привело к кровопролитию, однако вовремя вмешались члены Национального совета, которые уладили сложившуюся ситуацию. Но Словакия по-прежнему контролировалась имперскими войсками, а ситуация на границе Чехии с недавно провозглашённой Австрийской республикой и Германией обострилась, так как местные немцы не желали жить во враждебной им Чехословакии. 14 ноября в Праге собралось Национальное собрание, на котором президентом Чехословакии был избран Томаш Масарик.
Так как граница с Польшей не была точно демаркирована, зимой 1919 года разразился Тешинский конфликт. Чехословацкой армии удалось разбить слабые польские части и перейти в наступление, однако в конфликт вмешалась Антанта, потребовавшая прекращения боевых действий. Войска Чехословакии вернулись на исходные позиции.

Чехословакия в 1919 году

Сразу же после распада Габсбургской империи в Закарпатье началась борьба проукраинских, провенгерских и прочехословацких сил.
Венгрия не желала лишаться Закарпатья, поэтому 26 декабря провозгласила автономный статус Карпатской Руси в составе Венгрии под названием «Русская Краина» с центром в Мукачево. Однако, в начале 1919 года чешские войска заняли Закарпатье и Словакию, а 15 января вошли в Ужгород. С захватом в Венгрии власти советским правительством Чехословакия и Румыния начали войну против неё. Чехословакам и венграм также приходилось соперничать с Украинской Народной Республикой, которая, после решения «Собора всех русинов, живущих в Венгрии» о присоединении Закарпатья к Украинскому соборному государству, стала открыто претендовать на весь регион и ввела туда войска. 8 мая 1919 года «Центральный руський Народный Совет» в занятом чехословацкими войсками Ужгороде проголосовал за присоединение к Чехословакии. Однако Венгрия оккупировала юго-восточные районы Словакии, провозгласив там Словацкую Советскую республику и отрезав Закарпатье от Праги. 30 июля румынская армия перешла в победоносное наступление на румынском фронте и заняла Будапешт. Венгерская Советская республика потерпела поражение, а Чехословакия была восстановлена в прежних границах. С подписанием Трианонского договора при содействии Антанты 10 сентября 1919 года Закарпатье отошло к Чехословакии.

### Королевство Галиции и Лодомерии
В королевстве Галиции и Лодомерии, образованном сразу после раздела Речи Посполитой, смешались сразу несколько народов, преобладающими среди которых были поляки и украинцы. Шло противостояние обоих народов с самого образования королевства. Полякам при поддержке Габсбургов долгое время удавалось сохранять в регионе правящие посты, оспариваемые украинцами. Это привело к почти вековой политическо-культурной борьбе.

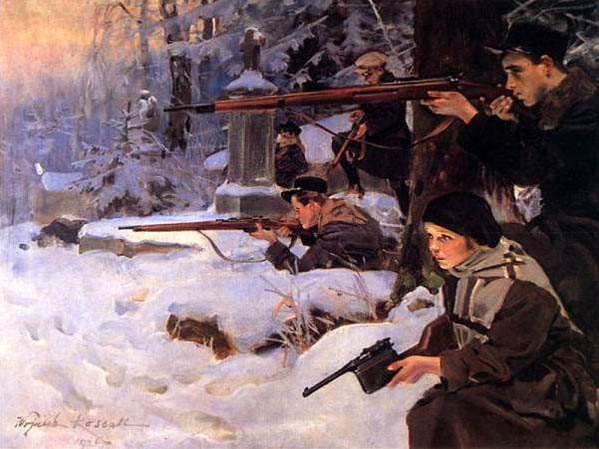
Польский художник В.Коссак. Львовские «орлята» при обороне кладбища во Львове

В первые годы XX века в Галиции массово формировались как украинские, так и польские военизированные молодёжные организации. С началом мировой войны галицийские украинцы провозгласили своей целью воссоединение Галиции и остальной Украины под властью австрийских Габсбургов. Когда в ходе войны в 1918 правительство империи де-факто признало УНР, местные украинцы активизировались. На съезде 16 июля во Львове украинцы решили, что «распад монархии особенно сильно прогрессирует на протяжении последних трёх месяцев».
К началу осени активизировались поляки. 7 октября 1918 польский Регентский совет в Варшаве заявил о плане восстановления независимости Польши. 9 октября было принято решение возродить Польшу в границах Речи Посполитой, что на деле было невозможным. Со стороны украинцев последовала ответная реакция, и 10 октября украинская фракция во главе с Евгением Петрушевичем приняла решение созвать во Львове Украинский национальный совет (УНС). Возник он 18 октября и был возглавлен Костем Левицким.
В конце октября ситуация обострилась ещё сильнее, так как поляки создали «ликвидационную комиссию», основной целью которой было присоединение Галиции к возрождённой Польше. Комиссия сформировалась в Кракове и собиралась переехать во Львов, откуда планировалось управлять регионом. Это заставило украинцев поспешить с провозглашением ЗУНР, намечавшемся на 3 ноября.

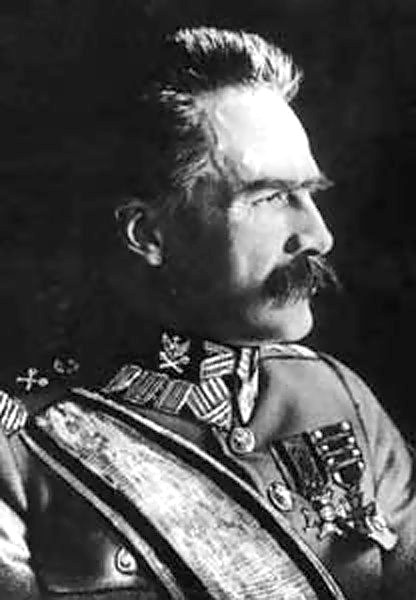
Юзеф Пилсудский

В ночь на 1 ноября части украинских сечевых стрельцов, ранее входивших в состав австро-венгерской армии, заняли все государственные учреждения во Львове, Тернополе, Станиславове, Золочеве, Раве-Русской, Сокале, Печенежине, Коломые и Снятыне. Австро-венгерский губернатор генерал Гуйн во Львове передал полномочия своему вице-президенту Владимиру Децкевичу, украинцу. Утром того же дня начались первые уличные бои между польскими ополченцами и украинскими сечевыми стрельцами, что официально считается началом Польско-украинской войны. Однако ЗУНР официально была создана только 10 ноября, а Польша — 11 ноября. 12 ноября Евгений Петрушевич стал президентом ЗУНР. Польшу возглавлял Юзеф Пилсудский, который в ходе войны основал Войско Польское, противопоставленное УГА.
Реально власть ЗУНР распространялась только на Восточную Галицию и некоторое время на Буковину, хотя республика была провозглашена на территориях Закарпатья, в котором украинские интересы столкнулись с венгерскими и чехословацкими, всей Галиции, западная часть которой поочерёдно контролировалась воюющими сторонами, Волыни, которая вошла в состав Польши, и Буковины, которую заняли румынские войска. Кроме того, в Лемковщине возникли две лемковские республики и одна польская. Команчанская Республика (Восточно-Лемковская Республика) была провозглашена в селе Команча близ Сана, она претендовала на объединение с ЗУНР. Русская Народная Республика Лемков (Западно-Лемковская республика) была провозглашена в селе Фльоринка и претендовала на объединение с демократической Россией или Чехословакией. Республика, основанная местными поляками-коммунистами, называлась Тарнобжегской. Все три республики были ликвидированы польской армией.
С 21 по 22 ноября во Львове после кратковременного перемирия шли широкомасштабные бои. В результате поляки полностью овладели городом, а украинские войска вынуждены были отступить за городскую черту. В конце ноября — начале декабря поляки отбили у украинцев стратегически важные города в Западной Галиции и перешли к обороне. К тому времени в ЗУНР возникла регулярная Украинская Галицкая Армия, которая неоднократно в течение зимы предпринимала неудачные попытки прорвать линию фронта, стабилизировавшуюся по линии река Тесная↔Хыров↔Перемышль↔Львов↔Ярослав↔Любачев↔Рава-Русская↔Белз↔Крылов.
В конце 1918 года власти ЗУНР начали переговоры с директорией Симона Петлюры, который возглавил УНР. 3 января 1919 государства объявили об своём объединении, а 22 января был подписан «Акт злуки», согласно которому ЗУНР входила в состав украинского государства, превращаясь в субъект административно-территориального деления под названием ЗОУНР (Западная область Украинской народной республики). На деле, однако, это не принесло никаких результатов. Поляки продолжали успешно наступать на западе, в стране наблюдалась острая нехватка боеприпасов, а Симон Петлюра не спешил с помощью.

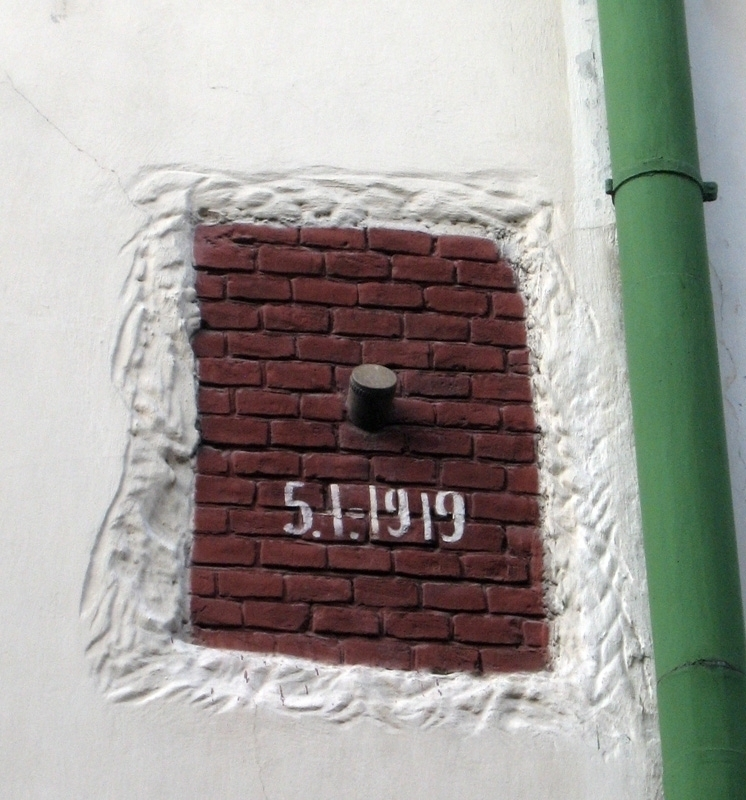
Неразорвавшийся украинский снаряд, застрявший в стене Преображенской церкви

В конфликт неоднократно вмешивалась Антанта с предложением подписать перемирие и размежевать границу между Польшей и ЗУНР, однако по разным причинам поочерёдно ни та, ни другая сторона не желали идти на компромисс.
Весной активные боевые действия возобновились. Сначала успешно наступали поляки, вытеснив УГА к Збручу и Днестру. В результате наступления украинские соединения УГА 1-я горная бригада и группа «Глубокая» попали в глубокий тыл поляков и ушли в Закарпатье, где прекратили своё существование. Однако 7 июня украинские войска предприняли «Чортковское наступление», которое продлилось до 22 июня. УГА удалось вновь взять под свой контроль Восточную Галицию. 28 июня Петрушевич принял полномочия диктатора, а в июле поляки перешли в решительное наступление, в результате которого УГА прекратила своё существование. 1 октября Польша и УНР заключили мир и установили общую границу. В конце лета УНР была уничтожена наступающими на запад советскими войсками. Вслед за Польско-украинской войной последовала Советско-польская, в которой поляки перед собой ставили цель возродить Польшу в границах 1772 года. По Рижскому договору 1921 года РСФСР и УССР признали Галицию за Польшей.

### Королевство сербов, хорватов и словенцев

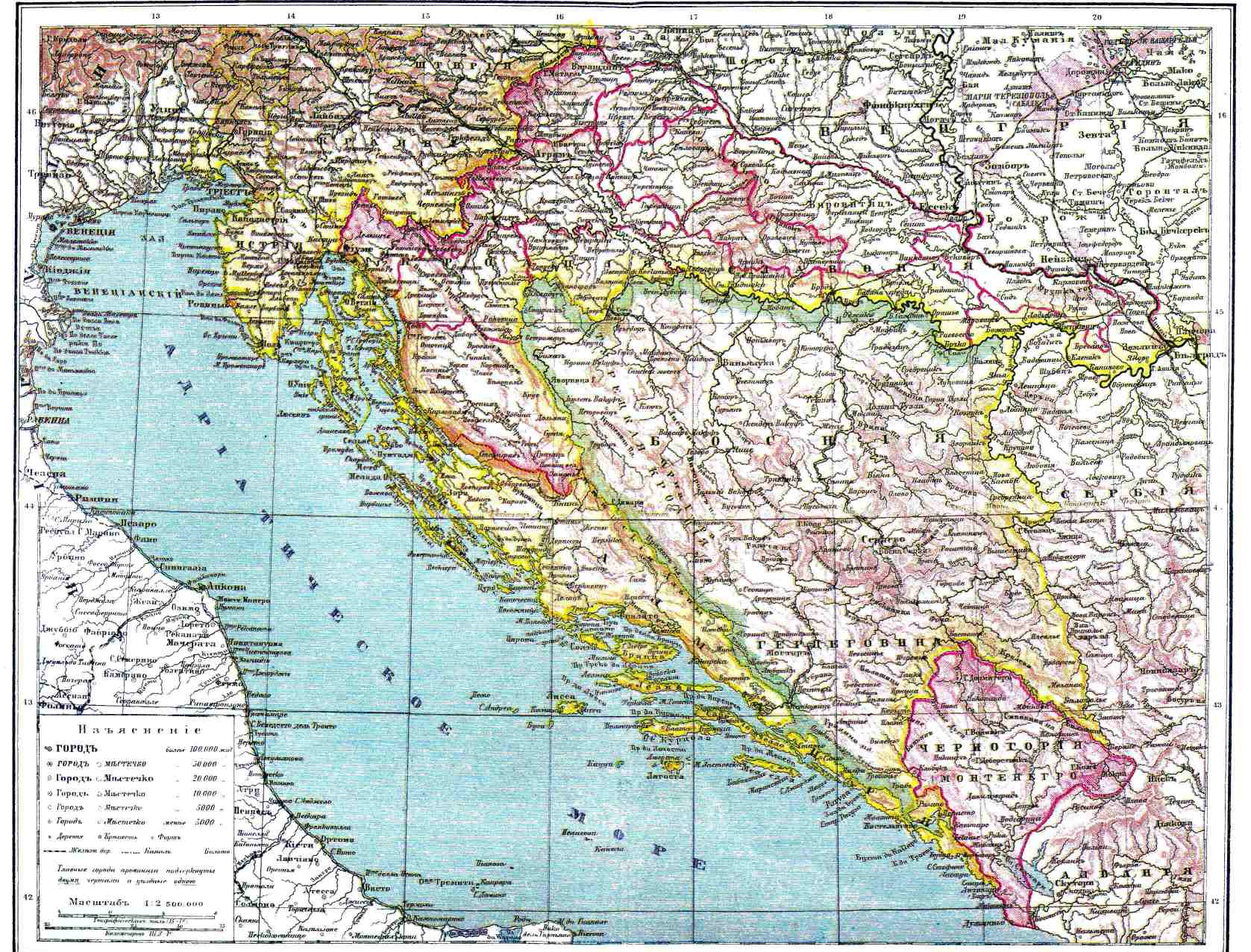
Карта балканской части Австро-Венгрии начала XX века

Ещё в 1914 году, до начала Первой мировой войны, славянское население Балкан поддерживало Сербию. Когда началась война, в сербские войска из Австро-Венгрии бежало 35000 человек. После череды поражений австро-венгерской армии сербские, хорватские, словенские и боснийские интеллигенция и политики в Австро-Венгрии начали ориентироваться на победу в войне стран Антанты. В 1915 году в Париже был создан Югославянский комитет, который вскоре переехал в Лондон. Его целью было проведение антиавстрийской кампании среди славянского населения Балкан. Комитет возглавил Анте Трумбич. Он провозгласил единство сербов, хорватов, словенцев и выразил надежду на создание единого югославянского государства. Внутри Австро-Венгрии тоже наблюдались процессы единения южных славян, но под властью Габсбургов. Словенская национальная партия 30 мая 1917 года потребовала объединения Хорватии и Словении в составе Австро-Венгрии. Лидер партии заявил, что новое образование не представляет угрозы целостности империи, и что «идеей сепаратизма может воспользоваться только сербская пропаганда».

Пётр I Карагеоргиевич

После Октябрьской революции в России в Боснии и Герцеговине, Хорватии и Словении начали происходить серьёзные изменения. В конце осени в газетах начали появляться призывы к властям прекратить войну и провести реформы, подобные советским. Росло недовольство превосходством австрийцев над остальными народами империи. 8 декабря того же года Антон Корошец в австрийском парламенте в Вене сделал громкое заявление: «Можно ли считать, что в Австрии имеется равенство и свобода, если австрийцы, составляющие меньшинство населения, имеют большинство мандатов в рейхсрате, тогда как славяне почти лишены представительства, хотя они и превосходят австрийцев по численности?»
В стране разразился кризис. В октябре 1918 года он достиг своего апогея (см. Общий кризис в тылу и на фронте). Австро-Венгрия терпела поражение, Сербия наоборот восстанавливалась. 15 сентября 1918 года сербские войска перешли в наступление. Одновременно в тылу австро-венгерской армии в оккупированных Сербии и Черногории развернулось народно-освободительное движение. 1 ноября сербские войска вошли в Белград, а уже на следующий день они перешли в широкомасштабное наступление на Воеводину. На юге сербы продвинулись в Хорватию. К этому времени в Сербии была завершена работа над программой по решению югославянского вопроса. Планировалось объединить все населённые сербами, хорватами, словенцами и боснийцами земли в единое королевство, возглавляемое Карагеоргиевичами. Кроме этой программы, названной Корфской декларацией, существовали и другие, но менее радикальные.
Осенью в югославянских регионах Австро-Венгрии формировались местные и центральные правительства. Долгое время они не приступали к исполнению своих обязанностей, выжидая наиболее благоприятного момента для провозглашения независимости. 29 октября недавно возникшее Народное вече сербов, хорватов и словенцев заявило о готовности взять в свои руки всю полноту власти в регионе. Местные славянские организации объявили о прекращении сотрудничества с правительством Австро-Венгрии, и в тот же день было провозглашено Государство Словенцев, Хорватов и Сербов (ГСХС). В историографии Запада это событие классифицируется как государственный переворот.
Люблянский Народный совет располагал не более чем сотней солдат и офицеров. Пойманные и задержанные днем солдаты, возвращавшиеся с фронта, ночью расходились по своим сёлам. Стража, поставленная с вечера, исчезала бог знает куда. Утром находили в караульном помещении только прислонённую к стене винтовку…
В новом государстве на сторону народного вече перешли многие офицеры австро-венгерской армии, местные органы самоуправления, суды, армия и другие. Таким образом, власть в королевстве перешла в руки вече без кровопролития.
31 октября королевство заявило о нейтралитете в войне, однако Антанта продолжала военные действия против страны вплоть до капитуляции Австрии.
Новое государство просуществовало всего месяц. Международное признание удалось получить только со стороны Сербии и Венгрии, которые послали своих представителей в Загреб — столицу королевства. Вскоре началась череда неповиновений местных советов Народному вече, формировались отряды повстанцев, в государстве установилась анархия. Ситуация ухудшалась наступлением итальянцев на севере. Они захватили крупные портовые города Далмации и Словении, где базировался весь бывший флот Австро-Венгрии, попавший в руки правительству ГСХС.
ГСХС обратилось за помощью к США, Сербии, Великобритании и Франции с просьбой предотвратить оккупацию страны итальянскими войсками. Из Сербии в ГСХС был прислан Душан Симович. Он сформировал отряды югославянской армии, которые участвовали в боях против Италии и Австрии, которая тоже хотела оккупировать Словению.
6 ноября в Женеве состоялись переговоры между представителями ГСХС и Сербии. Обсуждался вопрос о формировании совместного правительства и дальнейшем объединении этих государств. 10 ноября переговоры завершились договорённостью о формировании общего правительства в Париже. Но уже через неделю обе стороны отказались от этой идеи. В ноябре в ГСХС из подчинения центральных властей вышли двенадцать местных комитетов, а в Боснии возникла самостоятельная республика со столицей в Баня-Луке. Через страну из Австрии в Сербию и наоборот постоянно шло железнодорожное движение, город Нови-Сад в Воеводине стал важнейшим железнодорожным узлом. Несмотря на это, перевозка по стране продовольствия и гуманитарной помощи была невозможна из-за разбитых железных дорог и перегруженности транспортных магистралей. 19 ноября правительство Далмации вручило правительству ГСХС ультиматум с требованием немедленно решить продовольственный вопрос, в противном случае оно подчинится Сербии. Вслед за Далмацией подобные ультиматумы выдвинул ряд приморских регионов страны. Неподчинение центральным властям приморских частей королевства повлекло за собой морскую блокаду ГСХС и, как следствие, ухудшение положения в и без того деморализованной стране.
Через город Нови-Сад ежедневно проезжали тысячи австро-венгерских войск из Сербии и столько же, а может быть и больше, из Австро-Венгрии в Сербию - бывшие военнопленные, интернированные и другие. Больные прибывали в вагонах для скота, где часто лежали на голых досках, не имея хлеба. Они ехали целыми днями, а многие, так и не добравшись до Нови-Сада, умирали. Трупы умерших валялись на улицах, на берегу Дуная…
24 ноября на заседании центрального Народного вече было принято решение объединиться с Сербией. 29 ноября делегация от ГСХС прибыла в Белград. После переговоров было принято окончательное решение об объединении, принц-регент Сербии Пётр I Карагеоргиевич дал добро на объединение стран. Вечером 1 декабря в Белграде состоялось собрание, на котором было провозглашено югославское государство. Люди, узнав о произошедшем, вышли на улицы города на торжественный митинг. Празднования длились несколько дней, на улицах сербской столицы повсюду рядом вывешивались сербские, словенские и хорватские флаги.
Реакция во всём мире на объединение южных славян в единое государство была крайне противоречивой. Так, США, Франция и Италия заявили о неприязни новому государству, премьер-министр Великобритании в своей речи перед парламентом сказал, что «развал Австро-Венгрии не отвечает нашим военным планам». В конце концов Антанта и другие державы всё же признали Югославию.
Королевство Югославия просуществовало до Второй мировой, когда было захвачено итало-германскими войсками и разделено между странами «оси». После освобождения она стала республикой.

## Экономика

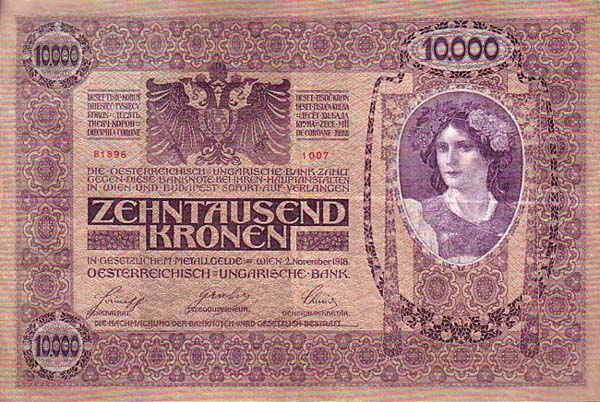
Австро-Венгерская крона номиналом 10000 1918 года

Австро-венгерская крона, ходившая по территории бывшей империи и после её распада, обесценилась. Причиной инфляции послужило увеличение количества банкнот в обращении. За несколько лет войны их число возросло в 13,17 раза. В 1914 году крона на 30 % обеспечивались золотом, а к последним месяцам существования империи её обеспечение этим металлом составляло 1 %. В итоге банкнота по отношению к доллару США упала в 3,5 раза, а стоимость жизни выросла в 16,4 раза. Постоянное падение кроны в цене негативно сказалось на товарном хозяйстве. Производители товаров не доверяли национальной валюте, отказываясь продавать за неё товар. Из-за этого частым явлением стали бартерные сделки. Кроме того, реальный процент по депозитам стал резко отрицательным, люди начали забирать из банков свои сбережения. Всё это было вызвано нестабильностью кроны.
Важнейшей проблемой, которую должны были решить новые государства, была стабилизация курса валюты и предотвращение её дальнейшего обесценивания. Инициативу исправить положение взяла на себя Чехословакия. В первую очередь её правительство потребовало от ещё существовавшего Австро-Венгерского банка прекратить выплаты по военным облигациям и кредитование правительств Австрии и Венгрии. Позже были проведены переговоры между имперским Центробанком и новообразованными государствами, на которых было принято решение разрешить всем новым государствам самим назначать эмиссаров для контроля за эмиссией. Центробанк со своей стороны обязался не предоставлять займы без ведома всех эмиссаров.
Однако имперский Центробанк скоро нарушил договорённости с правительствами новых государств, возобновив выплаты по облигациям и прокредитовав правительство Австрии. Потеряв доверие к Центробанку, новые государства стали сами обеспечивать свою экономику. 8 января 1919 года в Хорватии был подписан указ, согласно которому необходимо было проштамповать все кроны, обращавшиеся в тот момент в ней, чтобы отделить их от остальных денег бывшей империи. 25 февраля в Чехословакии произошёл секретный съезд Национальной Ассамблеи. Было принято решение наделить министра финансов правом проштамповать все кроны, обращающиеся в Чехословакии. Той же ночью все границы были перекрыты войсками, и почтовое сообщение с другими странами прервано на несколько недель. Эти действия Ассамблея предприняла для предотвращения контрабанды банкнот. С 3 марта по 9 проводилась проштамповка крон, после чего был принят закон, по которому в Чехословакии легально могут использоваться только чехословацкие деньги. Вслед за этим все отделения имперского Центробанка в стране попали под прямой контроль правительства.
Проштамповка местной валюты в Чехии и Югославии угрожала Австрии, так как все непроштампованные кроны попали в эту страну, что могло привести к усилению инфляции. Это заставило правительство Австрии провести проштамповку денег в своей стране. Венгрия проштамповала свою валюту только после окончания войны с Румынией и Чехословакией, а Польша это сделала уже в 1920 году.

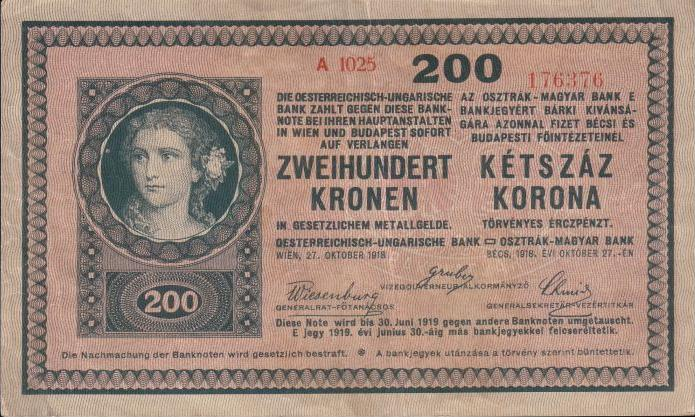
Австро-Венгерская крона номиналом 200 1918 года

Внешний долг Австро-Венгрии был поровну разделён между всеми новообразованными государствами. Облигации были заменены новыми, в каждой стране своими. Все они номинировались в национальной валюте той страны, где выпускались. В случае возникновения «перевеса» долга бывшей империи в одной из стран он поровну перераспределялся между остальными. Таким образом, национальные экономики были сформированы и уже действовали. На мирной конференции, прошедшей после мировой войны, их только легализовали. 31 июля 1924 года имперский Центробанк официально прекратил своё существование. Теперь каждое новое государство шло своим, отличным от других путём развития. Одни из них начали быстро и энергично восстанавливать хозяйство, другие же пережили кризис.

## Последствия

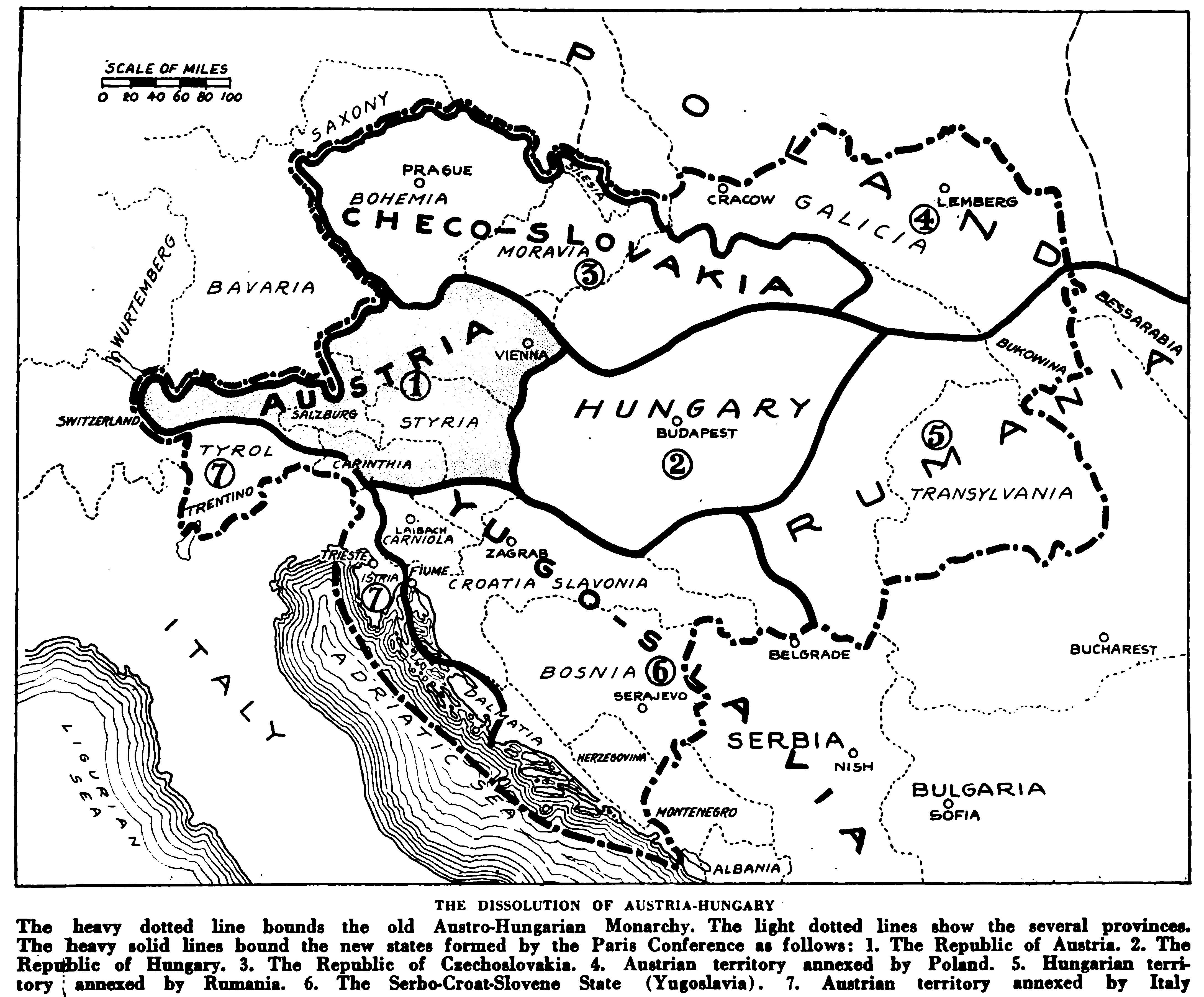
Карта распада Австро-Венгрии 1919 года

Австро-Венгрия распалась, едва завершилась Первая мировая война. Её территория была разделена между соседями Австро-Венгрии и новообразовавшимися государствами. Полный развал империи не входил в послевоенные планы Антанты, и та негативно восприняла его. Франция, США и Великобритания отнеслись к случившемуся с сожалением. По мнению Запада, империя служила защитным рубежом в Восточной Европе, оберегая Западную Европу от России и Турции. Создание новых государств также не понравилось Западу. Болезненно отреагировала Италия на возникновение ГСХС (позже Югославии), потенциального соперника в регионе. Но в распаде империи для Антанты были и плюсы. Теперь Австро-Венгрия не преграждала путь на Балканы, откуда можно было проникнуть в ослабшую и распавшуюся Османскую империю и Ближний Восток. Антанта в лице восстановленной Польши нашла стратегического союзника в восточной части Европы. Сложилась новая система международных отношений в Европе — Версальская, по которой Франция и Великобритания, а также их европейские союзники установили свою гегемонию практически над всей Европой: крупнейшие соперники этих стран были уничтожены.
В связи с распадом Австро-Венгрии необходимо было подписать договор с каждой из возникших на её территории стран. 10 сентября 1919 года в городе Сен-Жермен был подписан Сен-Жерменский договор с Австрийской республикой. По этому договору Австрия должна была признать распад Австро-Венгрии и независимость возникших государств, а также согласиться со сложившимися границами. Со стороны стран Антанты в свою очередь признавалась независимость Австрийской республики, провозглашённой ещё 12 ноября 1918 года. Так как в составе Австро-Венгрии Австрии и Венгрии принадлежали разные территории, то территориальные потери Австрии ограничивались Цислейтанией. В итоге Австрия потеряла:
1. Чехию, вошедшую в состав Чехословакии;
2. Словению, Боснию и Герцеговину, Далмацию и Истрию, которые вошли в состав ГСХС, а затем КСХС;
3. Южный Тироль, отошедший Италии;
4. Королевство Галиции и Лодомерии, ставшее частью возрождённой Польши;

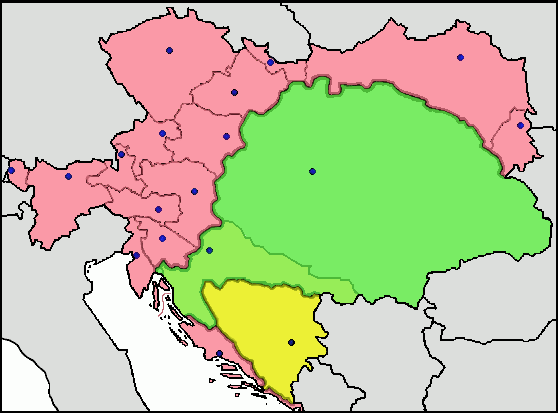
Цислейтания (выделена красным), Транслейтания (выделена зелёным) и Босния и Герцеговина (выделена жёлтым)

Кроме того, вся австрийская армия была демобилизована, а новая создавалась из контрактников и не могла превышать 30 000 человек, республике также запрещалось иметь флот и авиацию. Во всей стране оружие должен был выпускать всего один завод, принадлежащий государству. Австрия также облагалась репарациями и не должна была без согласия недавно возникшей Лиги Наций нарушать собственный суверенитет, то есть присоединяться к другим государствам. После этого был расторгнут союз Австрии и Германии.
С Венгрией, как с участницей мировой войны, тоже был подписан договор. Его подписали 4 июня 1920 года в Большом Трианонском дворце в Версале, за что он получил название Трианонский. Венгрия, как и Австрия, демобилизовала свою армию и должна была ограничить её численность до 35000 человек. Кроме этого, ей запрещалось иметь флот, авиацию, тяжёлую артиллерию и танки. Страна также облагалась репарациями. Бывшие владения Венгрии в составе Австро-Венгрии (Транслейтания) были пересмотрены. По договору Венгрия теряла:
1. Трансильванию, вошедшую в состав Румынии;
2. Хорватию, которая стала частью Югославии;
3. Словакию и Закарпатье, которые отошли новообразованной Чехословакии;
4. Порт Риека на побережье Адриатики перешёл под контроль Антанты, чтобы в дальнейшем превратить его в свободный город[9]; однако Риека в 1920 году была захвачена Габриеле д’Аннунцио, итальянским поэтом. Габриеле провозгласил Республику Фиуме, которая в том же году была ликвидирована итальянскими военно-морскими силами.

В дальнейшем, границы, установленные после распада Австро-Венгрии, изменялись во Вторую мировую войну, но после её окончания были восстановлены, хотя к СССР отошла Буковина, Закарпатье и Галиция. Во второй раз эти границы были изменены после «развода» Чехословакии и распада Югославии, но в целом Венгрия и Австрия до сих пор находятся в границах 1919 и 1920 годов.
Важнейшим последствием распада империи стал рост национализма в новых государствах и, как следствие, замена имперской идеологии национальной, появление культурных и идеологических различий между народами бывшей империи. Многие народы так и не добились самоопределения. Это были украинцы, государство которых было ликвидировано, а его территория включена в состав Польши. Чехи, словаки и русины жили в едином государстве. Таким образом, положение многих народов только ухудшилось. Если в составе Австро-Венгрии они имели какое-то самоуправление и право на своих представителей в парламенте, то в составе новообразованных государств были ликвидированы их последние органы самоуправления. В дальнейшем каждая новая страна пошла своим путём развития, и различия между ними постоянно росли.

## Альтернативные предложения

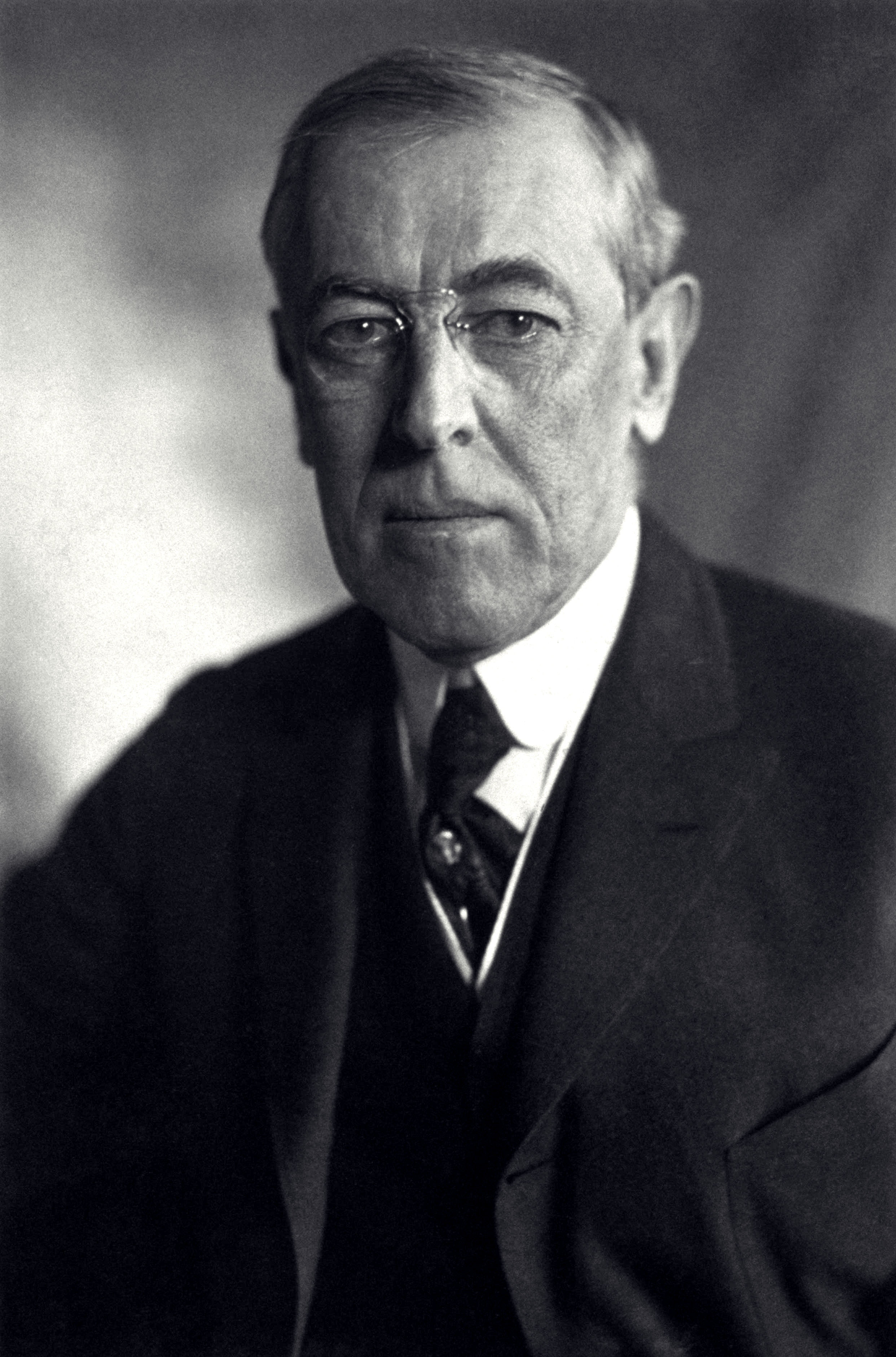
Вудро Вильсон

С XIX века вплоть до самого распада Австро-Венгрии проживавшие на её юге славянские народы под влиянием панславянских идей неоднократно высказывались за превращение дуалистической монархии в федеративное государство, состоящее из трёх частей. Ими должны были стать Австрия, Венгрия и Славия, сформированная из земель с преобладающим славянским населением. Славия должна была выступать в федерации наравне с Австрией и Венгрией. На деле эта идея так и не была реализована, хотя Босния и Герцеговина получили свой отдельный бюджет и сейм.
Во время Первой мировой войны обе воюющие стороны высказывали мнения о сохранении Австро-Венгрии. Планировалось реорганизовать её в иное, новое государство, где все народы имели бы равные права. Замысел не удался из-за войны и волны сепаратизма в империи. В ходе Первой мировой идею превратить Австро-Венгрию в федерацию высказал президент США Вильсон в своём обращении к конгрессу. Его программа по урегулированию мировой войны, именуемая «14 пунктов», включала в себя предоставление автономии народам Австро-Венгерской империи, однако польские регионы Австро-Венгрии должны были войти в состав независимого польского государства. 18 октября Вильсон сделал заявление, что «не стоит играть в федерализм — народы империи хотят получить полную независимость». 16 октября Карл I издал манифест, в котором говорилось о преобразовании Австро-Венгерской империи в Федерацию самостоятельных государств:

Австрия должна стать, в соответствии с желаниями её народов, государством федеративным… К народам, на самоопределении которых будет основана новая империя, обращаюсь я — дабы участвовали в сим великом деле посредством национальных советов, которые должны представлять интересы народов в отношениях между собой и с моим правительством. Да выйдет наше Отечество из военных бурь как союз свободных народов.

Национальные советы, к созданию которых призывал император, появились, однако они занялись отнюдь не федерализацией Австро-Венгрии. Советы принялись отстаивать права представляемых ими народов на независимость, что в конце концов окончательно развалило лоскутную империю.